# Thoracibidion buquetii
Thoracibidion buquetii är en skalbaggsart som först beskrevs av Thomson 1867. Thoracibidion buquetii ingår i släktet Thoracibidion och familjen långhorningar.
Artens utbredningsområde är:
- Costa Rica.
- Honduras.
- Nicaragua.
- Panama.
- Venezuela.

Inga underarter finns listade i Catalogue of Life.